# Cantó de Saint-Nicolas-du-Pélem
El cantó de Saint-Nicolas-du-Pélem (bretó Kanton Sant-Nikolaz-ar-Pelem) és una divisió administrativa francesa situat al departament de Costes del Nord a la regió de Bretanya.

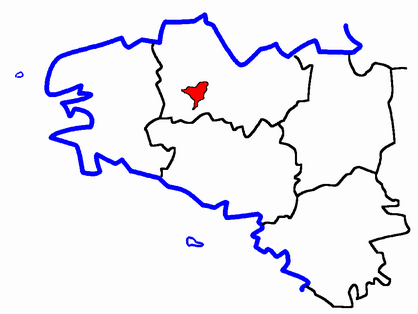
Situació del cantó

## Composició
El cantó aplega 8 comunes :
| Nom bretó             | Nom francès            | Nom gal·ló |
| Kanuhel               | Canihuel               | ---        |
| Kerbêr                | Kerpert                | ---        |
| Larruen               | Lanrivain              | ---        |
| Purid-Kintin          | Peumerit-Quintin       | ---        |
| Sant-Konnan           | Saint-Connan           | ---        |
| Sant-Jili-Plijo       | Saint-Gilles-Pligeaux  | ---        |
| Sant-Nikolaz-ar-Pelem | Saint-Nicolas-du-Pélem | ---        |
| Sant-Trifin           | Sainte-Tréphine        | ---        |

## Història
| Data d'elecció                           | Identitat     | Partit | Qualitat                         |
| ---------------------------------------- | ------------- | ------ | -------------------------------- |
| 2004-                                    | Michel Connan | PCF    | alcalde de Sant-Nikolaz-ar-Pelem |
| les dades anteriors no són pas conegudes |               |        |                                  |
|                                          |               |        |                                  |